# Yayo Aguila
María Rosario Aguila (13 de septiembre de 1967, Ciudad Quezón), conocida artísticamente como Yayo Aguila es una actriz filipina que se hizo conocer en un film de Película de culto titulado "Bagets".

## Carrera
Yayo Aguila comenzó su carrera en 1982. Su primera película fue la ruptura en Bagets de Película de culto, que fue un grupo de adolescentes mientras ella cursaba la secundaria, interpretando el personaje de Rose. A pesar de su éxito, que terminaría en una pausa después de casarse con el actor, William Martínez. Ella inició su regreso en la película de "Kay tagal Kang Hinintay" en 1998. Yayo Aguila posteriormente ha continuado en este proyecto, como protagonista de la serie de televisión del G-mik, que también era un film dirigido a los adolescentes.
Yayo Aguila formó parte de la segunda temporada de la edición de famosos de Pinoy Big Brother. Ella fue una de las voluntarias del evento Día 71. Actualmente ella es vista en la cadena televisiva ABS-CBN.

## Vida personal
Durante el rodaje de su primer rodaje en la película de culto Bagets, Yayo Aguila conoció a su futuro esposo, el actor William Martínez. Se separaron en 2010 después de 25 años de matrimonio.
Luego Yayo Águila, entre sus compañeros de trabajo en Pinoy Big Brother, su segundo compromiso fue el actor Baron Geisler. Con quien estuvo involucrado en un caso judicial presentado por su hija después que terminara como jurado en un reality show. La hija de Geisler, lo acusó de los actos de lascivia. Él se defendió judicialmente contra Yayo Aguila y su hija.

## Filmografía
| Año       | Título                                                  | Personaje                   | Canal de televisión | Notas                          |
| 1982      | Okay Sha                                                |                             |                     |                                |
| 1999–2002 | G-mik                                                   |                             | ABS-CBN             |                                |
| 2001      | Maynila                                                 |                             | GMA Network         |                                |
| 2001      | Sa Dulo Ng Walang Hanggan                               | Esther                      | ABS-CBN             |                                |
| 2004      | Maalaala Mo Kaya                                        | Kim Park                    | ABS-CBN             | Scrapbook                      |
| 2005      | Love To Love                                            |                             | GMA Network         | Wish Upon A Jar season 6       |
| 2005      | Mahiwagang Baul                                         | Maring                      | GMA Network         | Si Juanito at ang Duwende      |
| 2005      | Sugo                                                    | Anita                       | GMA Network         |                                |
| 2006      | I Luv NY                                                | Susan Santos                | GMA Network         |                                |
| 2006      | Komiks Presents                                         | Kafra                       | ABS-CBN             | Da Adventures of Pedro Penduko |
| 2006      | Love Spell                                              |                             | ABS-CBN             | Home Switch Home               |
| 2006      | Daisy Siete                                             | Lydia                       | GMA Network         | Moshi Moshi Chikiyaki          |
| 2007      | Pinoy Big Brother Celebrity Edition                     | Herself/Housemate           | ABS-CBN             |                                |
| 2007      | Maalaala Mo Kaya                                        | Rhea's Mother               | ABS-CBN             | Feeding Bottle                 |
| 2007      | Mga Mata ni Anghelita                                   | Beth                        | GMA Network         |                                |
| 2007      | Magic Kamison                                           | Rianne                      | GMA Network         |                                |
| 2008      | Kung Fu Kids                                            | Mrs. Ocampo                 | ABS-CBN             |                                |
| 2008      | ASAP                                                    | Herself                     | ABS-CBN             | PBB Victory Party              |
| 2008      | Maalaala Mo Kaya                                        | Liza's Mother               | ABS-CBN             | Leather Shoes                  |
| 2008      | Maalaala Mo Kaya                                        | Delia                       | ABS-CBN             | Mansyon                        |
| 2009      | Maalaala Mo Kaya                                        | Self                        | ABS-CBN             | Soccer Ball                    |
| 2009      | Moomoo and Me                                           | Rose Magpantay              | TV5                 |                                |
| 2009      | Ngayon at Kailanman                                     | Melissa Noche               | GMA Network         |                                |
| 2009      | Nasaan Ka Maruja?                                       | Precsy Miranda              | ABS-CBN             | Episode 4 and 5: Jenny         |
| 2009      | Precious Hearts Romances Presents:Somewhere in My Heart | Michelle Dalisay            | ABS-CBN             |                                |
| 2010      | Maalaala Mo Kaya                                        | Viel                        | ABS-CBN             | Kalapati                       |
| 2010      | Maalaala Mo Kaya                                        | Pinky                       | ABS-CBN             | Makinilya                      |
| 2010      | Maalaala Mo Kaya                                        | Christine's Mother          | ABS-CBN             | Piano                          |
| 2010      | Melason                                                 | Herself                     | ABS-CBN             | Artista Na Kami!               |
| 2010      | Precious Hearts Romances Presents:Impostor              | Lira Aguilar-Ventura        | ABS-CBN             |                                |
| 2010      | My Driver Sweet Lover                                   | Yaya Auring                 | TV5                 |                                |
| 2010      | Wansapanataym                                           | Susan                       | ABS-CBN             | Valentina                      |
| 2011      | Wansapanataym                                           | Lita Sandoval               | ABS-CBN             | Family Tree                    |
| 2011      | Your Song Presents: Andi                                | Elsa                        | ABS-CBN             | Habang Buhay                   |
| 2011      | Wansapanataym Presents: Rod Santiago's: Buhawi Jack     | Josie Isidro                | ABS-CBN             | Buhawi Jack                    |
| 2011      | Maalaala Mo Kaya                                        | Cering                      | ABS-CBN             | Tropeo                         |
| 2011      | Minsan Lang Kita Iibigin                                |                             | ABS-CBN             | Special Participation          |
| 2011      | Good Vibes                                              | Amanda Pedroza              | ABS-CBN             | Supporting Role                |
| 2011      | 100 Days To Heaven                                      | Teresita Delgado            | ABS-CBN             | Special Participation          |
| 2011      | Maalaala Mo Kaya                                        | Tess                        | ABS-CBN             | Kape                           |
| 2011      | Wansapanataym: RR Marcelino's Darmo Adarna              | Claring                     | ABS-CBN             | Darmo Adarna                   |
| 2011      | Nasaan Ka Elisa?                                        | Adriana Valdez              | ABS-CBN             | Special Participation          |
| 2011      | Wansapanataym                                           | Recurring Role              | ABS-CBN             | Happy Neo Year                 |
| 2012      | Ikaw Ay Pag-Ibig                                        | Marietta                    | ABS-CBN             | Guest Role                     |
| 2012      | Maalaala Mo Kaya                                        | Recurring Role              | ABS-CBN             | Panyo                          |
| 2012      | Princess and I                                          | Des Salamat                 | ABS-CBN             | Supporting Role                |
| 2012      | Wansapanataym                                           | Patty                       | ABS-CBN             | Kuha Mo                        |
| 2012      | Maalaala Mo Kaya                                        | Fely                        | ABS-CBN             | Marriage Contract              |
| 2013      | Wansapanataym                                           | Annie                       | ABS-CBN             | Gagam-Buboy                    |
| 2013      | Little Champ                                            | Dahlia                      | ABS-CBN             | Guest Role                     |
| 2013      | Apoy Sa Dagat                                           | Dolores Manubat             | ABS-CBN             | Special Participation          |
| 2013      | Wansapanataym                                           | Agnes Sandoval              | ABS-CBN             | Mommy Nappers                  |
| 2013      | Maalaala Mo Kaya                                        | Mama                        | ABS-CBN             | Box                            |
| 2013      | My Little Juan                                          | Betchay                     | ABS-CBN             | Guest Role                     |
| 2013      | Kahit Nasaan Ka Man                                     | Medel                       | GMA Network         | Supporting                     |
| 2013      | Genesis                                                 | Old Harrietta               | GMA Network         | Old of Cast                    |
| 2014      | The Borrowed Wife                                       | Imelda Beltran              | GMA Network         | Supporting                     |
| 2014      | Magpakailanman: Gas Mo Bukas Ko                         | Guest Star                  | GMA Network         | Supporting                     |
| 2014      | Panalangin                                              | Rachelle                    | GMA Network         | Supporting                     |
| 2014      | Ang Dalawang Mrs. Real                                  | Antoinette "Agatha" Salcedo | GMA Network         | Supporting                     |

| Año  | Título                             | Personaje              | Producción  |
| 1984 | Bagets                             | Rose                   | Viva Films  |
| 1986 | Working Boys                       | Cookie                 | Viva Films  |
| 1998 | Kay Tagal Kang Hinintay            | Letty                  | Star Cinema |
| 2004 | Bcuz of U                          | Cara's Mother          | Star Cinema |
| 2004 | Aishite Imasu 1941: Mahal Kita     | Theresa Hamaguchi      | Regal Films |
| 2006 | Umaaraw, Umuulan                   | Yolly, Movie Executive |             |
| 2009 | Villa Estrella                     | Anna's Mother          | Star Cinema |
| 2011 | Tween Academy: Class of 2012       | Myla                   | GMA Films   |
| 2012 | The Reunion                        | Carmen                 | Star Cinema |
| 2013 | Seduction                          | Dolor                  | Regal Films |
| 2014 | Sa Ngalan ng Ama, Ina, at mga Anak | Aries                  | Star Cinema |
| 2014 | Starting Over Again                | Ginny's Mother         | Star Cinema |